# Czesław Bieniek

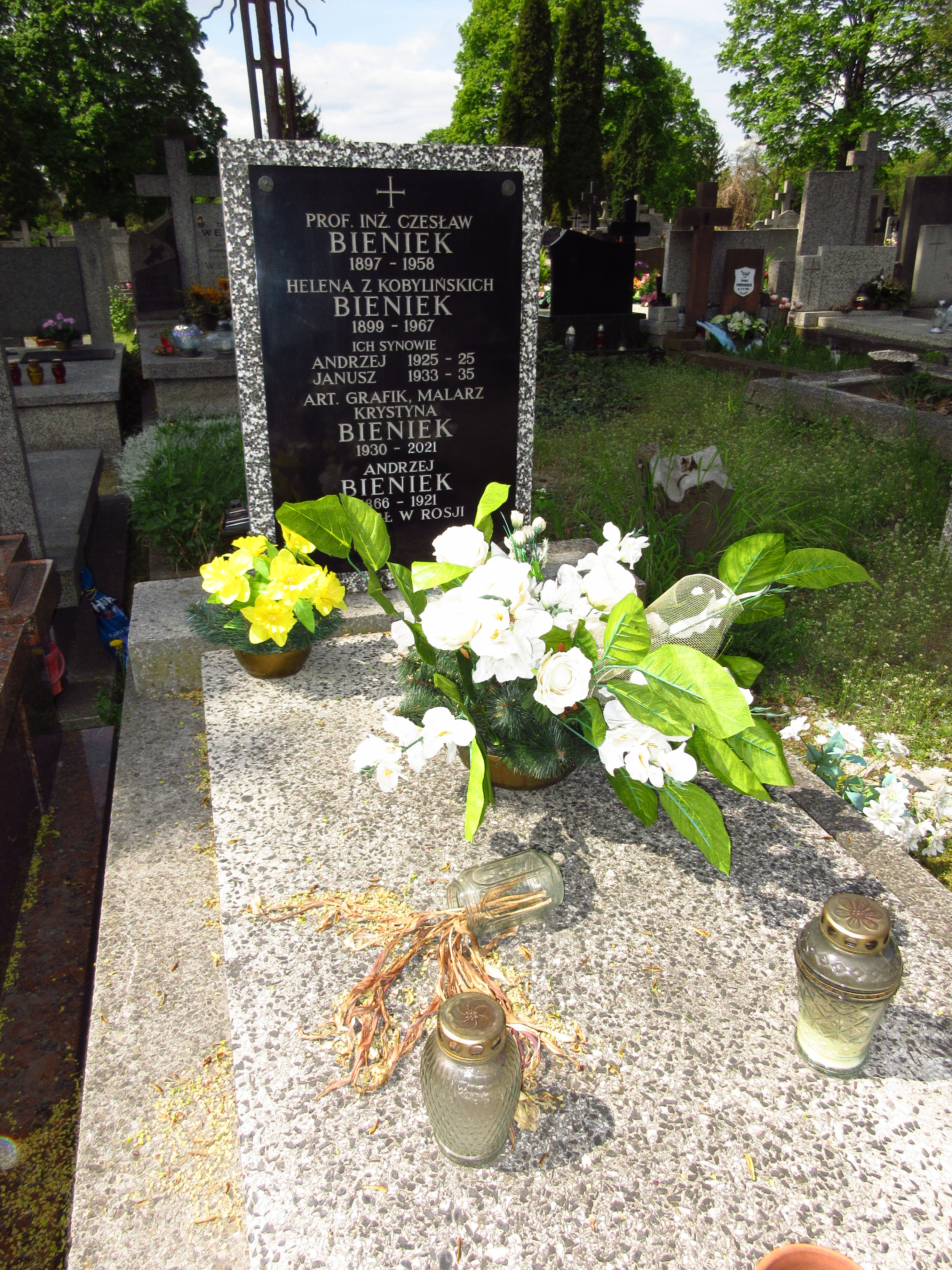
Grób profesora Czesław Bieńka na Cmentarzu Bródnowskim.

Czesław Aleksander Bieniek  (ur. 1897 w Warszawie, zm. 20 grudnia 1958 tamże) – polski inżynier mechanik, konstruktor maszyn, profesor aerodynamiki.
Był związany z Instytutem Aerodynamicznym Politechniki Warszawskiej.
Był mężem nauczycielki Heleny z Kobylińskich, ojcem Ireny Bieniek-Koteli, architektki i urbanistki, i Krystyny Bieniek, artystki grafik.
Pochowany na cmentarzu Bródnowskim (kwatera 63G-1-28).

## Ordery i odznaczenia
- Srebrny Krzyż Zasługi (11 listopada 1934)[2]